# 国津村
国津村（くにつむら）は三重県名賀郡にあった村。現在の名張市の南東端にあたる。

## 地理
- 山岳：国見山
- 河川：名張川

## 歴史
- 1889年（明治22年）4月1日 - 町村制の施行により、神屋村・奈垣村・布生村・長瀬村の区域をもって名張郡国津村が発足。
- 1896年（明治29年）4月1日 - 所属郡が名賀郡に変更。
- 1954年（昭和29年）3月31日 - 名張町・滝川村・箕曲村と合併して名張市が発足。同日国津村廃止。